# Vicente Cuyás
Vicente Cuyás (Palma, 1816-Barcelona, 1839) fue un compositor español.

## Biografía
Nació en 1816 en Palma de Mallorca, donde se habían refugiado sus padres durante la Guerra de la Independencia. En Barcelona inició sus estudios para seguir una carrera literaria, pero terminó dedicado al canto y al piano. Estudió composición con el maestro Vilanova. Entre sus piezas musicales se encontraron tres sinfonías, algunos coros y varios dúos. Alentado por el éxito de estos ensayos, compuso dos óperas: La Fattuchiera y otra que dejó sin concluir. El 23 de julio de 1838 se ejecutó por primera vez dicha ópera en el Teatro Principal de Barcelona. Una tisis aguda le ocasionó la muerte el 7 de marzo de 1839, a la edad de veintitrés años. Sus restos fueron enterrados en el cementerio antiguo de Barcelona en el nicho 1386 (2).